# 라그바호
라그바호(Lhagba Pool)는 중화인민공화국 티베트에 위치했던 호수로, 에베레스트산의 롱북 빙하에서 약 10km 떨어진 지점에 위치해 있었다.
라그바호는 해발 6,368m에 위치해 중화인민공화국 최고이자 전세계에서 오호스델살라도산의 호수 다음으로 높은 곳에 위치한 호수였으나, 위성 사진 등을 통한 지속적인 분석 끝에 현재는 완전히 말라버린 것으로 결론지어졌다.